# يان فرير
يان فرير (بالإنجليزية: Ian Freer)‏ هو عسكري بريطاني، ولد في 18 مايو 1941.